# Setina nigrostriata
Setina nigrostriata là một loài bướm đêm thuộc phân họ Arctiinae, họ Erebidae.